# Tim Kruger
Tim Kruger, pseudoniem van Marcel Bonn (Düsseldorf, 25 januari 1981 – Barcelona, 1 maart 2025), was een Duitse acteur en regisseur van homoseksuele pornofilms.

## Levensloop
Kruger werkte in een seksshop die video's verhuurde voordat hij aan een carrière als pornoacteur begon. In 2006 nam hij contact op met Raging Stallion Studios, dat hem een rol in een film aanbood. Hij vertrok naar San Francisco om daar films op te nemen en werkte ook voor Hot House Entertainment Studios. Hij speelde voor de Duitse studio Cazzo Film, en in Frankrijk voor Citébeur.
In 2009 richtte hij een videoproductiebedrijf en website op, Tim Tales, met films waarin hij ook zelf optrad. Zijn partner Grobes Geraet hielp hem met het bewerken van de video's. In 2012 verhuisde hij naar Barcelona. Hij trad op als model tijdens de Barcelona Fashion Week 2013 en poseerde met Paris Hilton.
Kruger overleed door een huiselijk ongeval.

## Filmografie

### Als acteur
- 2006: Monster Bang 11: Bang That Ass, geproduceerd door Michael Brandon (Raging Stallion Studios)
- 2007: Tools!
- 2007: Fisting Underground III
- 2007: 8½
- 2007: Cruising Budapest 3, geproduceerd door Michael Lucas (Lucas Entertainment)
- 2007: Man Island, geproduceerd door Rafael Alencar
- 2008: Tim's Tool, geproduceerd door Jörg Andreas (Cazzo Film)
- 2009: Reckless, geproduceerd door Steven Scarborough (Hot House)
- 2009: DeskTops - Bürohengste, geproduceerd door Jörg Andreas (Cazzo Film)
- 2009: Hot House Backroom, Volume 10
- 2009: Pizza Cazzone, geproduceerd door Jörg Andreas (Cazzo Film)
- 2009: Männerlager (Cazzo Film)
- 2009: Big Business, geproduceerd door Jörg Andreas (Cazzo Film)
- 2010: Le Squat de Ludovic Canot (Citébeur)
- 2012: Dark Cruising 2 (Citébeur)
- 2014: Ficken, geproduceerd door par Tim Kruger (Tim Tales)
- 2016: Demoralize My Hole!, geproduceerd door Tim Kruger (Tim Tales)

### Als regisseur
- 2014: Ficken 1
- 2014: The Raw Tales
- 2015: More Raw Tales
- 2016: Demoralize My Hole!